# Саль-сюр-л’Эр (кантон)
Саль-сюр-л’Эр (фр. Salles-sur-l'Hers) — кантон во Франции, находится в регионе Лангедок — Руссильон, департамент Од. Входит в состав округа Каркасон.
Код INSEE кантона — 1129. Всего в кантон Саль-сюр-л’Эр входят 14 коммун, из них главной коммуной является Саль-сюр-л’Эр.

## Коммуны кантона
| Коммуна             | Население, чел. (1999) | Почтовый индекс | Код INSEE |
| ------------------- | ---------------------- | --------------- | --------- |
| Барень              | 126                    | 11410           | 11026     |
| Бельфлу             | 80                     | 11410           | 11030     |
| Гурвьей             | 55                     | 11410           | 11166     |
| Кюмьес              | 40                     | 11410           | 11114     |
| Ла-Лувьер-Лораге    | 79                     | 11410           | 11208     |
| Маркен              | 59                     | 11410           | 11218     |
| Мезервиль           | 81                     | 11410           | 11231     |
| Мольвиль            | 76                     | 11410           | 11238     |
| Монторьоль          | 74                     | 11410           | 11239     |
| Пера-сюр-л’Эр       | 177                    | 11410           | 11275     |
| Саль-сюр-л’Эр       | 540                    | 11410           | 11371     |
| Сен-Мишель-де-Ланес | 283                    | 11410           | 11359     |
| Сент-Камель         | 102                    | 11410           | 11334     |
| Фажак-ла-Реланк     | 42                     | 11410           | 11134     |

## Население
Население кантона на 1999 год составляло 1 814 человек.
| 1962  | 1968  | 1975  | 1982  | 1990  | 1999  | 2006 | 2007 |
| ----- | ----- | ----- | ----- | ----- | ----- | ---- | ---- |
| 1 783 | 2 027 | 1 777 | 1 709 | 1 621 | 1 814 | -    | -    |